# 大分県道704号菅原山浦線
大分県道704号菅原山浦線（おおいたけんどう704ごう すがわらやまうらせん）は、大分県玖珠郡九重町から玖珠郡玖珠町に至る一般県道である。

## 概要
玖珠郡九重町大字菅原から玖珠郡玖珠町大字山浦に至る。

### 路線データ
- 起点：大分県玖珠郡九重町大字菅原（国道387号交点）
- 終点：大分県玖珠郡玖珠町大字山浦（慈恩の滝入口交差点、国道210号交点）

## 歴史
- 1973年（昭和48年）4月2日 - 大分県告示第249号により菅原戸畑線として路線認定[1]。
- 2015年（平成27年）3月29日 - 慈恩の滝工区バイパス開通[2]。
- 2018年（平成30年）6月29日 - 大分県告示第420号により菅原戸畑線から菅原山浦線に路線名を変更する[3]。なおこの路線名の変更、慈恩の滝工区のバイパス開通に伴い終点が戸畑から山浦に変更されたことに伴う変更。

## 地理

### 通過する自治体
- 玖珠郡九重町
- 玖珠郡玖珠町

### 交差する道路
| 交差する道路 | 市町村名 | 市町村名 | 交差する場所 | 交差する場所              |
| ------------ | -------- | -------- | ------------ | ------------------------- |
| 国道387号    | 玖珠郡   | 九重町   | 大字菅原     | 起点                      |
| 国道210号    | 玖珠郡   | 玖珠町   | 大字山浦     | 慈恩の滝入口交差点 / 終点 |

### 沿線
- 玖珠町立春日小学校
- 慈恩の滝
- 道の駅慈恩の滝 くす
- JR九州久大本線 杉河内駅